# Translate Toolkit
Translate Toolkit是本地化和翻译的工具箱。它提供了一组工具，用来操作本地化文件格式和需要本地化的文件。它还提供了用于开发其他本地化工具的API。
此工具箱使用Python编程语言编写而成。它是自由软件，最初由Translate.org.za开发和发布于2002年，目前由Translate.org.za和社区开发者维护。

## 历史
此工具箱最初是作为mozpotools由David Fraser为Translate.org.za而开发的。Translate.org.za的中心是翻译使用Gettext PO作为本地化的KDE。伴随着内部的重心转移到最终用户、跨平台和OSS软件，这个团体决定本地化Mozilla应用程序套件。这样就要求使用不如Gettext PO那么丰富的新工具和新格式。因此创建mozpotools程序来把Mozilla DTD和.properties文件转换为Gettext PO。
因此需要开发各种工具，包括pocount，用来计算源文本单词数以便正确预估任务的工具；pogrep，全面搜索翻译的工具；和pofilter，检查各种质量问题的工具。
当Translate.org.za开始翻译OpenOffice.org时，它只是自然地调整Translate Toolkit来处理OpenOffice.org的内部文件格式。如今使用PO文件翻译OpenOffice.org成为默认的翻译方式。
作为WordForge项目的一部分，这个工作得到了重要的推动，并进一步把工具箱扩展为同时管理XLIFF和PO文件。继续的赞助开发中添加了其他功能，包括转换Open Document Format为XLIFF和管理占位符（变量、缩写、术语等）的功能。

## 设计目标
此工具箱的主要目标是提高本地化和翻译的质量。这是由下面几方面实现的。首先，关注好的本地化格式，因此工具箱中使用PO和XLIFF本地化格式。这样的好处是停止了本地化格式的激增，同时允许本地化人员工作于一个好的本地化工具。对于工具箱，这意味着要构建转换工具，实现把要翻译的文件与这两种基本格式之间的转换。
其次，构建允许提高本地化一般质量的工具。这些工具允许提取术语和检查术语的一致性。还允许检查各种技术错误，例如变量是否正确使用。
最后，此工具箱提供了强大的本地化API，以它们为基础可以构建其他本地化相关工具。

## 用户
许多翻译人员直接使用此工具箱进行质量检查和文件转换。此外，还有许多使用Translate Toolkit API的间接用户：
- Pootle - 在线翻译工具
- open-tran（页面存档备份，存于） - 提供翻译记忆查询
- Wordforge (原名为Pootling)（页面存档备份，存于） - 用于Windows和Linux的离线翻译工具
- Rosetta（页面存档备份，存于） - 由LaunchPad提供的免费网页翻译服务。它主要被作为Ubuntu社区翻译工具。 请到Launchpad Translations（页面存档备份，存于）参阅它的翻译动态。
- OpenOffice.org - 大部分社区本地化工作是通过由此工具箱生成的PO文件进行
- Virtaal - 本地化翻译工具
- Translatewiki.net（页面存档备份，存于）

## 支持的文档格式
- 主要的本地化格式
  - Gettext PO
  - XLIFF (Normal and PO representations)
- 其他相关的本地化格式
  - TBX
  - Java .properties
  - Qt .ts, .qm and .qph (Qt Phrase Book)
  - Gettext .mo
  - OmegaT glossaries
  - Haiku catkeys files
- 其他格式
  - OpenDocument Format
  - Plain Text
  - Wiki: DokuWiki and MediaWiki syntax
  - Mozilla DTD
  - OpenOffice.org SDF
  - PHP strings
  - OS X strings
  - Adobe Flex files
  - INI file
  - Windows / Wine .rc files
  - iCalendar
  - Symbian localization files
  - Subtitles
- Translation Memory Formats
  - TMX
  - Wordfast TM

### OpenDocument格式支持
从2008年6月开始进行增加OpenDocument Format支持的工作。此工作由NLnet基金会资助，并由Translate.org.za和Itaapy合作进行。

## 另请参阅
- 计算机辅助翻译
- 翻譯記憶